# Niels Mattaaq
Johan Niels Aron Kornilius Mattaaq [ˈjoːhæn niːls ˈɑːʁɔn kʌˈnilius maˈtːɑːq] (nach alter Rechtschreibung Mátâĸ; * 28. Juli 1937 in Upernavik; † November 2021) war ein grönländischer Politiker (Siumut) und Gewerkschafter.

## Leben
Niels Mattaaq war der Sohn des Jägers Aron Robert Joas Mattaaq (1903–1967) und seiner Frau Johanne Susanne Rebekka Cecilie Mørch (1910–1987). Über seine Mutter war er ein Urenkel des Pastors Tobias Mørch (1840–1916). Er war verheiratet mit Justine Regine Bolethe Lydie Petersen (* 1935), der Tochter von Jan Gabriel Gustav Petersen (1893–?) und seiner Frau Martha Else Lydie Birgitte Christiansen (1904–?).
Nach dem Schulabschluss lebte Niels Mattaaq mit Gelegenheitsjobs, bevor er 1972 als Schulwart angestellt wurde. Von 1973 bis 1989 war Niels Mattaaq Lokalvorsitzender der grönländischen Gewerkschaft SIK und ab 1983 auch landesweit. 1968 wurde er Aufsichtsratsvorsitzender im Blauen Kreuz, denen er auch 18 Jahre lang Vorstand.
1979 wurde er erstmals in den Rat der Gemeinde Upernavik gewählt und 1979 zum Zweiten Vizebürgermeister ernannt. 1983 trat er aus dem Gemeinderat zurück. 1989 wurde er erneut in den Gemeinderat gewählt und zum Bürgermeister ernannt. 1993 wurde er für weitere vier Jahre im Amt bestätigt. Bei der Parlamentswahl 1995 kandidierte er erstmals landesweit und wurde für eine Legislaturperiode bis 1999 ins Inatsisartut gewählt. Danach trat er nicht erneut an. Er kandidierte letztmals erfolglos bei der Kommunalwahl 2005.
Am 13. August 1997 wurde er zum Ritter des Dannebrogordens ernannt. Zudem erhielt er eine Auszeichnung für 25-jähriges Wirken als Feuerwehrmann.